# Espaço de configuração
Em mecânica clássica e mecânica lagrangiana, o espaço de configuração é o espaço de todas as possíveis posições instantâneas de um sistema mecânico. O espaço de configuração de um sistema mecânico tem estrutura de variedade diferenciável, de dimensão N, onde N é o número de graus de liberdade do sistema mecânico. Por esta razão, às vezes também se conhece esse espaço como variedade de configuração.
Além disso, pode-se definir o espaço de configuração ampliado como o conjunto de todas as posições possíveis e todas as velocidades possíveis. O espaço de configuração ampliado tem a característica de representar o espaço de todos os possíveis estados do sistema mecânico. Esse espaço ampliado pode-se construir a partir do espaço de configuração, mediante uma construção topológica conhecida como fibrado tangente. Assim o espaço de configuração ampliado é uma variedade diferenciável de dimensão 2N, sendo N o número de graus de libertade, que é nem mais nem menos que o fibrado tangente TQ do espaço de configuração Q.

## Exemplos
Por exemplo, o espaço de configuração de uma única partícula movendo-se no espaço tridimiensional euclidiano é simplesmente ℝ3. Para N partículas é ℝ3N. Para um pêndulo o espaço de configuração é S1 já que a posição do mesmo é dada por um único ângulo (por exemplo o ângulo respectivo à vertical).
Para dar conta não só da posição senão também do momento linear (ou alternativamente a velocidade) se constrói o espaço fásico {\displaystyle \Gamma }, que matematicamente é dado pelo fibrado tangente do espaço original. Esse fibrado tangente é uma variedade de dimensão 2m, sendo m o número de graus de libertade do sistema mecânico. Assim, podemos dar os seguintes exemplos de espaços fásicos: 
1. Para uma partícula que se move no espaço tridimensional {\displaystyle \Gamma =\mathbb {R} ^{6}\,}.
2. Para N partículas que se movem no espaço tridimensional {\displaystyle \Gamma =\mathbb {R} ^{6N}\,}.
3. Para um pêndulo {\displaystyle \Gamma =S^{1}\times \mathbb {R} ^{1}}.